# محمد بلبلی
محمد بلبلی (زادهٔ ۲۱ دی ۱۳۷۶) بازیکن فوتبال اهل ایران است که در پست مهاجم بازی می‌کند.

## دوران باشگاهی

### سپیدرود
بلبلی اولین بازی خود را با پیراهن سپیدرود مقابل سپاهان انجام داد

### استقلال
محمد بلبلی در نقل و انتقالات تابستانی ۱۳۹۸ بدون فسخ قرارداد با سپیدرود با قراردادی چهار ساله به استقلال تهران پیوست که باعث شکایت این تیم از وی و محرومیت ۶ماه وی شد.

### نفت مسجدسلیمان
محمد بلبلی در تاریخ ۲۹ مهر ۱۳۹۹ با قراردادی یک ساله قرضی به نفت مسجد سلیمان پیوست.
محمد بلبلی در مهر ۱۴۰۰ با قراردادی به نفت مسجد سلیمان پیوست.

### تراکتور
محمد بلبلی در ۱۴ بهمن ۱۴۰۰ با عقد قراردادی به تراکتور رفت.

### پیکان
در فصل ۲۰۲۳_۲۰۲۲ لیگ برتر خلیج فارس به پیکان تهران پیوست.

## آمار ملی

### تیم ملی امید ایران
وی در سال ۲۰۱۹ برای نخستین بار به تیم ملی امید دعوت شد.

## افتخارات

### باشگاهی
- استقلال

لیگ برتر
- لیگ برتر ایران: نایب قهرمان ۹۹–۱۳۹۸

جام حذفی
- جام حذفی فوتبال ایران: نایب قهرمان ۹۹–۱۳۹۸

### فردی
پدیده لیگ برتر فوتبال ایران ۹۸–۱۳۹۷

## حواشی
پس از پیوستن این بازیکن به تیم استقلال تهران، با اعلام جمشید نورشرق، رئیس کمیته تعیین وضعیت بازیکنان و مربیان فدراسیون فوتبال، محمد بلبلی بازیکن استقلال با ۶ ماه محرومیت از فعالیت‌های فوتبالی مواجه شد.
این محرومیت به خاطر شکایت فولاد خوزستان از این بازیکن اعمال شده‌است. باشگاه فولاد پس از این که بلبلی به استقلال پیوست با طرح شکایتی به کمیته تعیین وضعیت مدعی شد که این بازیکن با وجود قرارداد داشتن با فولاد خوزستان با آبی‌پوشان پایتخت قرارداد بسته‌است که این ادعا توسط کمیته تعیین وضعیت مورد قبول واقع شد.